# Herbert Wollmann

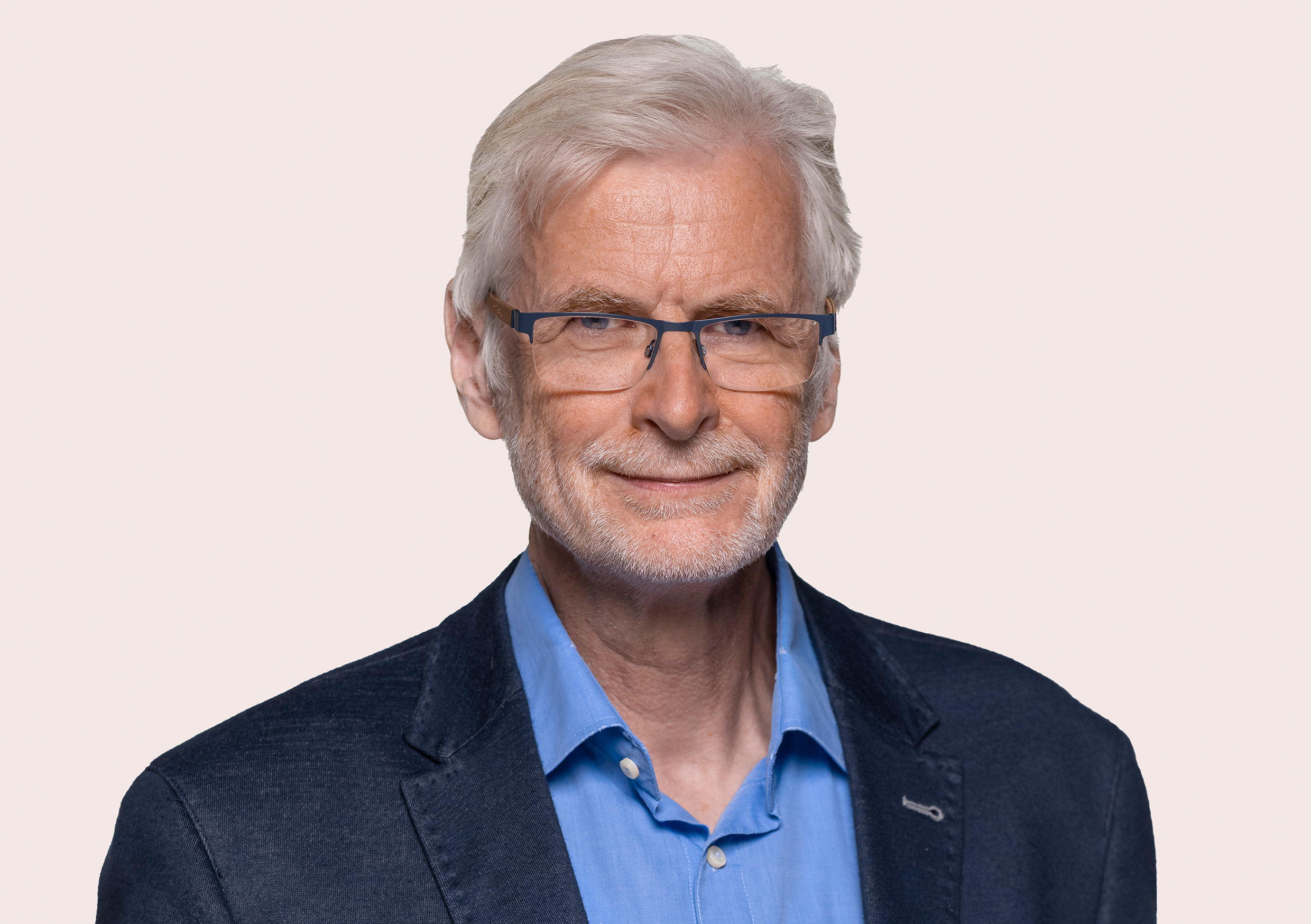
Herbert Wollmann (2021)

Herbert Wollmann (* 14. Januar 1951 in Berlin-Karlshorst) ist ein deutscher Politiker (SPD). Er war von 2021 bis 2025 Mitglied des Deutschen Bundestages.

## Leben
Wollmann ist in Berlin-Karlshorst geboren und aufgewachsen. Seit 1992 lebt er in Stendal und war mit der Planung, dem Aufbau und der ärztlichen Leitung des Herzkatheter-Labors des Johanniter-Krankenhauses Stendal betraut. Ab 1996 war er Internist in Stendal-Stadtsee.
Er ist verheiratet und hat fünf Kinder.
2025 kündigte er die Veröffentlichung eines Buches über seine Zeit als Notarzt in Berlin-Kreuzberg an.

## Politik
Wollmann ist seit 1996 in der Kommunalpolitik aktiv. Von 1994 bis 1999 sowie seit 2014 sitzt er im Stadtrat von Stendal, wo er viele Jahre Fraktionsvorsitzender war. Zur Kommunalwahl in Sachsen-Anhalt 2024 wurde er zusätzlich in Kreistag des Landkreises Stendal gewählt.
Er kandidierte zur Bundestagswahl 2021 als Direktkandidat im Bundestagswahlkreis Altmark und auf Platz 8 der Landesliste der SPD Sachsen-Anhalt, dem vorletzten Listenplatz. Er gewann das Direktmandat mit 27,5 % der Erststimmen und zog somit in den 20. Deutschen Bundestag ein. Wollmann war mit 70 Jahren der älteste neue Abgeordnete im 20. Bundestag. Er war Mitglied im Sportausschuss und im Gesundheitsausschuss des Deutschen Bundestages.
Zur Bundestagswahl 2025 kandidierte er erneut im neuen Wahlkreis Altmark – Jerichower Land sowie auf Listenplatz 5 der Landesliste, wobei er den Wiedereinzug jedoch verpasste. Überregionale Aufmerksamkeit erlangte er hierbei für die Tatsache, dass es sich beim neu geformten Wahlkreis 66 um den flächenmäßig größten Wahlkreis in Deutschland handelt.